# محمد عباسی (بازیکن فوتبال)
محمد عباسی بازیکن فوتبال اهل ایران که به عنوان هافبک برای باشگاه فولاد خوزستان در لیگ برتر خلیج فارس بازی می‌کند.